# Banjica (Bijeljina, BiH)
Banjica su naseljeno mjesto u sastavu Grada Bijeljine, Republika Srpska, BiH.

## Stanovništvo
| Banjica            |              |
| godina popisa      | 1991.        |
| Srbi               | 400 (98,52%) |
| Muslimani          | 0            |
| Hrvati             | 0            |
| Jugoslaveni        | 0            |
| ostali i nepoznato | 6 (1,47%)    |
| ukupno             | 406          |